# Antoni Onufry Giełgud
Antoni Onufry Giełgud herbu własnego (ur. ok. 1720, zm. przed 10 lutego 1797) – starosta generalny żmudzki w 1783 roku, kasztelan żmudzki w latach 1776–1783, marszałek Trybunału Głównego Wielkiego Księstwa Litewskiego 1775/1776, strażnik wielki litewski w 1774 roku, oboźny wielki litewski w 1774 roku, chorąży żmudzki w 1767 roku, ciwun twerski w latach 1757–1767, krajczy żmudzki w 1752 roku.

## Życiorys
Poseł Księstwa Żmudzkiego na sejm koronacyjny 1764 roku. W 1766 roku był posłem na Sejm Czaplica z Księstwa Żmudzkiego. Członek Departamentu Policji Rady Nieustającej w 1779 roku. Członek konfederacji Andrzeja Mokronowskiego w 1776 roku. Był członkiem konfederacji Sejmu Czteroletniego.
Był członkiem czynnym 3 niższych wileńskich lóż wolnomularskich w 1781 roku.
W 1777 roku odznaczony Orderem Orła Białego, w 1774 roku został kawalerem Orderu Świętego Stanisława. Miał dwie żony i czworo dzieci, w tym syna, Ignacego z Karoliny Eleonory z Oskierków.